# Paul Huldschinsky
Paul Huldschinsky (Berlino, 18 agosto 1889 – Santa Monica, 1º febbraio 1947) è stato un architetto e scenografo tedesco.

## Biografia
Nato in una famiglia ebrea a Berlino, nel 1938 fu internato nel campo di concentramento di Sachsenhausen. L'anno successivo fuggì in California, dove rimase per il resto della vita. Dopo una vita come architetto, negli Stati Uniti cominciò a lavorare come scenografo a Hollywood e per il suo primo film, Angoscia, vinse l'Oscar alla migliore scenografia insieme a William Ferrari, Edwin B. Willis e Cedric Gibbons.

## Filmografia
- Angoscia (Gaslight), regia di George Cukor (1944)
- Incontriamoci a Saint Louis (Meet Me in St. Louis), regia di Vincente Minnelli (1944)
- Il figlio di Lassie (Son of Lassie), regia di Sylvan Simon (1945)
- The Hidden Eye, regia di Richard Whorf (1945)
- Coraggio di Lassi (Courage of Lassie), regia di Fred M. Wilcox (1946)
- Gallant Bess, regia di Andrew Marton (1947)
- Desiderami (Desire Me), regia di Jack Conway, George Cukor, Mervyn LeRoy, Victor Saville (1947)
- Il valzer dell'imperatore (The Emperor Waltz), regia di Billy Wilder (1948)